# Lasioglossum lustrans
Lasioglossum lustrans är en biart som först beskrevs av Cockerell 1897. Den ingår i släktet smalbin och familjen vägbin. Inga underarter finns listade i Catalogue of Life.

## Beskrivning
Ett avlångt bi som är svart på huvud och mellankropp. Bakkroppen är mörkbrun med ljusare bakkanter. Bakkroppen är generellt mörkare hos hanarna. Behåringen är mycket gles hos båda könen; honan har dock tätare hårband längs framkanterna på tergiterna (segmenten på bakkroppens ovansida). Dessutom har hon ett kraftigt behårat område för polleninsamling på bakkroppens undersida. Kroppslängden är mellan 6 och 7 mm för honan, 5 till 6 mm för hanen.

## Ekologi
Lasioglossum lustrans är en solitär art. Honan gräver ett underjordiskt bo med en vertikal tunnel som kan gå ned till 29 cm. Grentunnlarna är svagt nedåtsluttande och helt korta, med en längd av omkring 1,5 cm innan de avslutas med en larvcell.
Arten, som flyger mellan april och september, är främst oligolektisk, den är specialiserad på den korgblommiga växtarten Pyrrhopappus carolinianus. Den kan emellertid också påträffas på andra korgblommiga växter och på ärtväxter.

## Utbredning
Utbredningsområdet omfattar Nordamerika från sydöstra Kanada till östra USA. I Kanada finns den i Ontario. I USA når den söderut till Texas och nordligaste Florida, och västerut till Illinois, Nebraska, Kansas och Oklahoma.